# エドワード・ギボン
エドワード・ギボン（Edward Gibbon, 1737年5月8日 - 1794年1月16日）は、イギリスの歴史家で、『ローマ帝国衰亡史』の著者である。格調高く皮肉の効いた散文で知られる。英国議会議員も務めた。

## 来歴

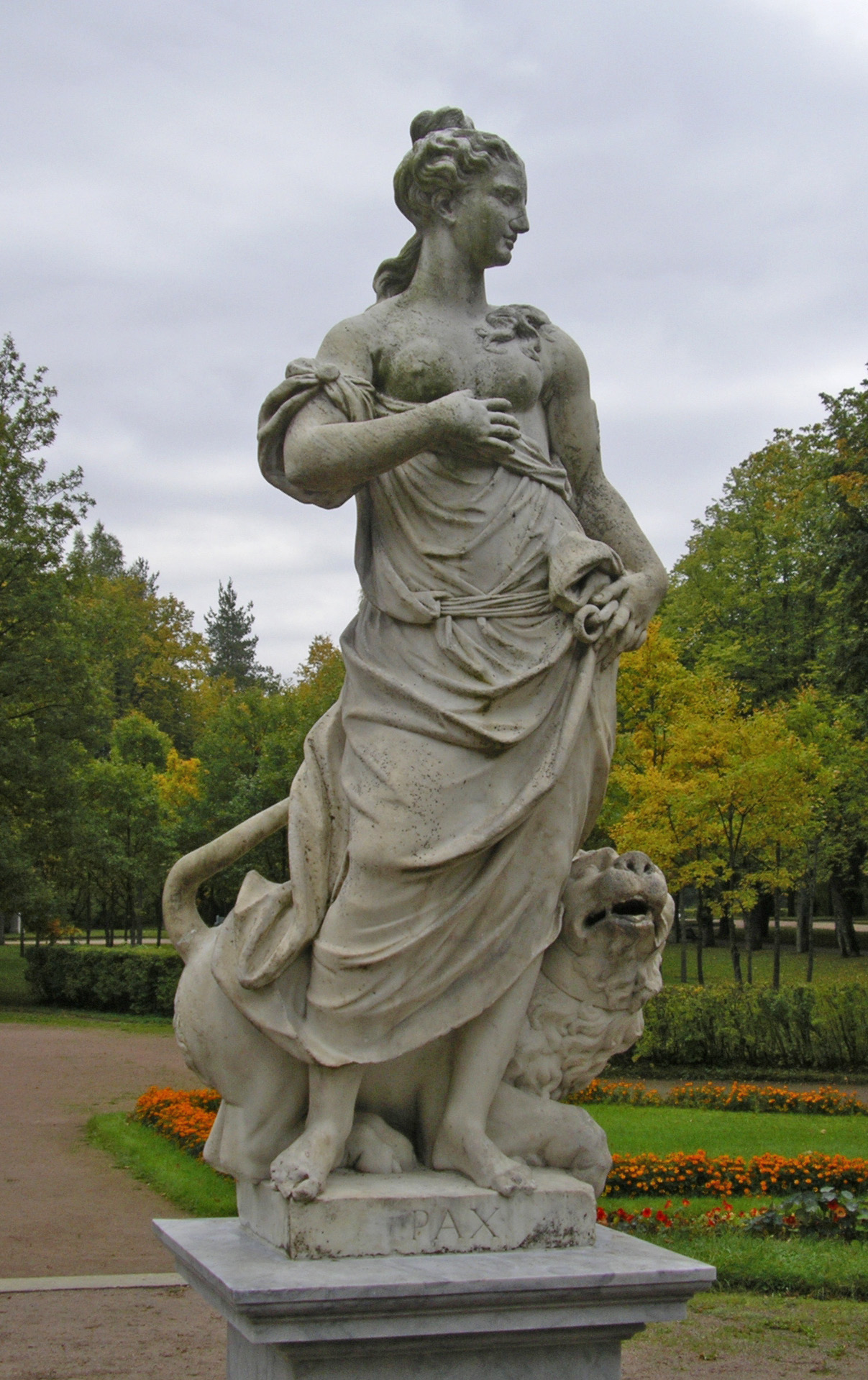
パクス・ロマーナを象徴するパークスの石像、ロシア・サンクトペテルブルク

ロンドン近郊サリーのパットニー（Putney、現ロンドン市内ワンズワース区）で富裕ではないが比較的裕福な、ハンプシャーに領地を持っている家庭に生まれた。父は同名の政治家エドワード・ギボンで、エドワード以外にも5男1女をもうけたが、6人全員1歳未満で夭折している。1747年に母が死去した後、エドワードは伯母に育てられた。彼は子供時分、体が強くなかった。14歳になると父親は彼をオックスフォード大学に入れた。
後年、彼はこの出来事について、「（父は）慎重さからというよりも当惑から、準備もなく、また遅らせることも無く、私をオックスフォードへ連れていった。そして私はかの大学のモードリン・カレッジの紳士（郷士）階級の一般学生として入ったわけだが、それは私が15歳という年齢を終える前の出来事であった」と語っている。
父親は若かりし頃の息子が信仰をローマカトリック教会へ傾けかけた時、不安に思った。その頃のオックスフォード大学では宗教論争が激しく、イギリスで紳士階級の人間がカトリックへ改宗するというのは18世紀の当時、人生においてとてつもない意味を持っていた。紳士階級社会の多くからは排斥されるであろうし、また昇進が望めるような門は閉ざされる、ということである。それを恐れた父親は息子を大学から追い出し、彼をスイスのローザンヌに住むプロテスタントの牧師であり個人教授も行っていたパヴィリアード（M. Pavilliard）の元へ送った。ギボンがローザンヌで受けた教育は終世大きな影響力を持った。ギボンは覚え書きにこう書いている。「我が教育の成したものがなんであろうと、それらは私をローザンヌへ追いやった幸運な追放のたまものである。……」
オックスフォード大学在学中、神学の探究の果てにカトリックに改宗した。当時のイギリス社会ではカトリック信者は立身出世の道が無く、心配した父親によって大学を退学させられ、スイスのローザンヌに送られた。ここでプロテスタントに再改宗した。宗教遍歴の結果、宗教を冷めた目で見つめられるようになった。
1752年、サマセットのバースで過ごす。1754年から5年ほど、ローザンヌで過ごし、ブレーズ・パスカル、ピエール・ベール、ジョン・ロック、ザミュエル・フォン・プーフェンドルフ、フーゴー・グロティウスを研究し、学問や博識に磨きをかけた。
この時代、上記の改宗問題と共にロマンスが2人の女性（一人はのちのジャック・ネッケル夫人）とあったが、父の確固とした頑固さや相手がスイスを去ることを嫌がり挫折した。7年戦争の終わり、1762年12月に郷士の兵役から離れてローマに向かい、キケロだ、シーザーだと、かつての帝国存亡へ自己陶酔の思いを巡らせたが、徐々に詳細な調査に取りかかった。
1765年6月から父の死の1770年まで、父の家で過ごした。父の死後、十分な不動産の遺産を背景にロンドン市内メリルボーンのベンティンク・ストリート (Bentinck Street) 7番地に落ち着いた。1773年2月以降は気晴らしに、皮肉の効いた英語辞書や詩などで名を馳せる文壇の大御所サミュエル・ジョンソンの文筆クラブに出入りしながら執筆に専念した。1774年にフリーメイソン入会。また、親戚のエドワード・エリオット（en, 1784年に男爵に爵位）により、コーンウォールからホイッグ党選出庶民院議員（1774-80）を務めた。
1788年、王立協会フェロー選出。

## 著書
1773年から『ローマ帝国衰亡史』を執筆を始め、1776年から1788年にかけ出版した。
（現行の完訳版は、中野好夫・朱牟田夏雄・中野好之訳、ちくま学芸文庫 全10巻）
没後に『ギボン自伝』（中野好之訳、筑摩書房／ちくま学芸文庫）が出版された。
伝記研究
- ロイ・ポーター『ギボン　歴史を創る』（中野好之・海保眞夫訳、法政大学出版局<叢書・ウニベルシタス>、1995年）

著者（Roy Porter）はイギリスの歴史学者（1946-2002年）
- J・G・A・ポーコック『野蛮と宗教Ⅰ　エドワード・ギボンの啓蒙』[5]（田中秀夫訳、名古屋大学出版会、2021年）

ギボンの生涯を、様々な啓蒙思想との関りと『百科全書』派との対決、ローマ帝国史の着想著述を描く。